# Reprezentacja Liechtensteinu w piłce siatkowej mężczyzn
Reprezentacja Liechtensteinu w piłce siatkowej mężczyzn to narodowa reprezentacja tego kraju, reprezentująca go na arenie międzynarodowej. Na razie nie wystąpiła na Mistrzostwach Świata.

## Rozgrywki międzynarodowe
Mistrzostwa Europy Małych Państw:
- 2000 - 6.
- 2002 - 2019 - nie brała udziału

Igrzyska małych państw Europy:
- 1987 - nie brała udziału
- 1989 -  3.
- 1991 -  2.
- 1993 - 2001 - nie brała udziału